# Tetrakarbonyl niklu
Tetrakarbonyl niklu (též karbonyl niklu; název podle IUPAC: tetrakarbonylnikl) je sloučenina se vzorcem Ni(CO)4. Tato nažloutlá kapalina je velmi těkavá a vysoce toxická. Používá se pro poniklovávání oceli a jiných kovů a pro výrobu velmi čistého niklu. Je meziproduktem v Mondově procesu čištění niklu a reagentem v organokovové chemii.

## Struktura a vazby
Karbonyl niklu má čtyřstěnnou molekulu se čtyřmi karbonylovými ligandy navázanými na atom niklu. Tyto ligandy, ve kterých jsou uhlík a kyslík spojeny trojnou vazbou (často však znázorňovanou jako vazba dvojná), jsou na nikl kovalentně vázány uhlíkovým koncem. Struktura karbonylu niklu a podobných sloučenin mnoho let mátla chemiky a většina publikací před rokem 1950 vyobrazuje řetězce tvořící s kovem chelát.
Karbonyl niklu má 18 valenčních elektronů, podobně jako jiné karbonyly kovů, například pentakarbonyl železa nebo hexakarbonyl molybdenu. Tyto karbonyly mají symetrickou strukturu a jsou elektricky neutrální, což je důvodem jejich vysoké těkavosti. V Ni(CO)4 má atom niklu formální oxidační číslo nulové.

## Příprava
Ni(CO)4 byl poprvé syntetizován Ludwigem Mondem v roce 1890 přímou reakcí kovového niklu s oxidem uhelnatým. Tato průkopnická práce byla předzvěstí existence mnoha jiných kovových karbonylových sloučenin, například vanadu, chromu, manganu, železa nebo kobaltu. Byla též průmyslově využita na konci 19. století k čištění niklu.
V procesu se při 50 °C nechává procházet oxid uhelnatý přes nečistý nikl. Optimální rychlost reakce nastává ale až při 130 °C.
Ni(CO)4 není běžně komerčně dostupný. Obvykle se v laboratoři připravuje karbonylací snadno dostupného bis(cyklooktadien)niklu.

## Reakce

### Tepelná dekarbonylace
Při mírném zahřívání se Ni(CO)4 rozkládá na oxidu uhelnatý a kovový nikl. V kombinaci se snadnou tvorbou tetrakarbonylu niklu z CO a nečistého Ni, je tento rozklad základem Mondova procesu čištění niklu. Rozklad začíná okolo 180 °C a s rostoucí teplotou se zrychluje.

### Reakce s nukleofily a redukčními činidly
Podobně jako jiné nízkovalentní kovové karbonyly, je Ni(CO)4 citlivý na působení nukleofilů. Ty působí na niklové centrum, kde nahrazují karbonylové ligandy, anebo na karbonylech. Donorové ligandy, například trifenylfosfan, reagují za vzniku Ni(CO)3(PPh3) a Ni(CO)2(PPh3)2. Bipyridin a další takové ligandy se chovají podobně. Monosubstituci lze využít k určení Tolmanova elektronového parametru, míry schopnosti donace nebo stažení elektronu pro daný ligand.
Působením hydroxidů vznikají shluky, například [Ni5(CO)12]2− and [Ni6(CO)12]2−. Tyto sloučeniny lze získat také redukcí karbonylu niklu.
Proto reakce Ni(CO)4 s uhlíkovými nukleofily (Nu−) vede na acylderiváty, například [Ni(CO)3C(O)Nu)]−.

### Reakce s elektrofily a oxidačními činidly
Karbonyl niklu může být oxidován. Chlor ho oxiduje na chlorid nikelnatý za uvolnění plynného oxidu uhelnatého. Podobně se chovají i ostatní halogeny. Tato reakce poskytuje možnost snadno odstranit nechtěná množství toxického Ni(CO)4.
Reakce Ni(CO)4 s alkyl- a arylhalogenidy často vede na karbonylované organické sloučeniny. Vinylové halogenidy, například PhCH=CHBr, se při reakci s Ni(CO)4 n následně s methoxidem sodným převádějí na nenasycené estery. Takové reakce pravděpodobně probíhají přes oxidativní adici. Allylhalogenidy poskytují π-allylnikelnaté sloučeniny, například (allyl)2Ni2Cl2:
2 Ni(CO)4 + 2 ClCH2CH=CH2 → Ni2(μ-Cl)2(η3-C3H5)2 + 8 CO

## Toxikologie a bezpečnost
Ni(CO)4 je velmi nebezpečný, mnohem nebezpečnější než odpovídá obsahu CO v něm; odráží to účinky niklu, pokud se uvolní v těle. Tetrakarbonyl niklu může způsobit smrtelnou otravu při vstřebání kůží, ještě snadněji však při vdechování, protože je velmi těkavý. Smrtná koncentrace LC50 pro třicetiminutovou expozici se odhaduje na pouhé 3 ppm, koncentrace 30 ppm usmrcuje člověka okamžitě. Některé osoby vystavené parám o koncentraci až 5 ppm popisovaly pach jako zatuchlý nebo připomínající saze, vzhledem k velmi vysoké toxicitě však čichový vjem neposkytuje spolehlivé varování před potenciálně smrtnou expozicí. Historicky se v laboratořích, kde se pracovalo s Ni(CO)4, chovali kanárci, protože jsou na tento jed velmi citliví a poskytovali včasné varování.
Ni(CO)4 je rozpustný v tucích a prochází biologickými membránami. Při inhalaci se u člověka projevuje ospalost, horečka a změny na plicích. Páry mohou způsobovat kašel, dušnost, podráždění až edém plic, tachykardii, cyanózu, bolest hlavy, závratě a slabost. Toxické účinky jsou zřejmě způsobeny jak niklem, tak oxidem uhelnatým, které se z karbonylu niklu uvolňují. Chronická expozice může vést k rakovině plic nebo nosních dutin. Poměrně častá je dermatitida. Ni(CO)4 se považuje za nejnebezpečnější sloučeninu niklu, která se může vyskytnout na pracovištích.
Otrava Ni(CO)4 je charakterizována dvěma fázemi. V první se objevuje bolest hlavy a hrudi, která přetrvává několik hodin, pak se obvykle stav krátce zlepší. Druhou fází je chronická pneumonitida, která začíná typicky po 16 hodinách kašlem, dušností a extrémní únavou. Nejtěžší stav bývá po čtyřech dnech, kdy může dojít k smrti kardiorespiračním nebo ledvinovým selháním. Rekonvalescence je často velmi dlouhá, mnohdy komplikovaná vyčerpaností, depresí a dušností při námaze. Trvalé poškození dýchacího systému nebývá. Karcinogenita Ni(CO)4 je předmětem diskusí.
Páry tetrakarbonylu niklu se mohou samy vznítit. Ve vzduchu se rychle rozkládají, zhruba do minuty.